# Edwin de Wijs
Edwin de Wijs (Vlijmen, 8 november 1969) is een Nederlands trainer en voormalig voetballer.
De Wijs was een aanvaller en begon zijn carrière in het betaald voetbal bij RKC. Daarna speelde hij nog voor N.E.C., De Graafschap, KV Kortrijk en TOP Oss. De Wijs speelde ruim 100 competitiewedstrijden op het hoogste niveau. Hij is met 50 doelpunten gedeeld clubtopscorer aller tijden van TOP. In 2002 beëindigde hij zijn carrière en haalde zijn trainersdiploma’s. Hij begon in 2002 als trainer van amateurvereniging Vlijmense Boys. In 2004 ging hij aan de slag als jeugdtrainer bij RKC Waalwijk en van 2006 tot 2008 was hij tevens Hoofd Jeugdopleidingen aldaar. De Wijs werd in augustus 2008 jeugdtrainer bij PSV. Hij trainde en coachte de C2 en was assistent van Anton Janssen bij Jong PSV. Later werd hij trainer van PSV C1 en assistent van het hoofd jeugdopleiding bij PSV en in 2019/2020 is hij assistent-coach van Jong PSV. Hij heeft inmiddels ook TC1 behaald.
Hij is de vader van Jordy de Wijs, die ook betaald voetballer is.
Abed ·
Bahaty ·
Bars ·
Bassey ·
Bawuah ·
Van den Berg ·
Van de Blaak ·
Bresser ·
Dağaşan ·
Van Duiven ·
Geerts ·
Gilbert ·
Gomez van Hoogen ·
Gonzaga ·
Van den Heuvel ·
Heylen ·
Houben ·
Janssen ·
Khaderi ·
Kuhn ·
Kuijsten ·
Manuhutu ·
Markdal ·
Monamay ·
Mulders ·
Van der Plas ·
Raap ·
Van de Riet ·
Smolenaars ·
Steur ·
Thomas ·
Uneken  ·
Verkooijen ·
Waayers ·
Younis ·
Coach: Groenendijk
· Assistent-coach: Bouma
· Assistent-coach: Wolf
· Keeperstrainer: Waterman